# ジュリアン・デュプレ
ジュリアン・デュプレ（Julien Dupré、1851年3月18日 - 1910年4月15日）はフランスの画家である。北フランスの酪農地帯、ピカルディの農民の生活などを描いた。

## 略歴
パリで宝石商の息子に生まれた。父親の店で働き始めたが、1870年の普仏戦争とパリ・コンミューンの混乱で父親の店は商売を続けることができなくなった。国立高等装飾美術学校の夜間コースで学んだ後、パリ国立高等美術学校に進み、イジドール・ピルスやアンリ・ラマンに学んだ。自然主義の画家、デジレ・フランソワ・ロージェ(Désiré François Laugée)にも学び、後にロージェの娘と結婚した。
農民の生活を描いた、ジャン＝フランソワ・ミレーやジュール・ブルトンといった画家のスタイルを継承した作品を描くようになり、1876年にピカルディで作物を収穫する農民の姿を描いた作品でパリのサロンにデビューした。
パリに、義理の兄弟になったジョルジュ・ロージェ(Georges Laugée: 1853-1937)と共同でパリにスタジオを開いていたが、しばしば、戸外にでて作品を描いた。農民の収穫の作業や、家畜たちを描くのを好んだ。
1881年のサロンで2等のメダルを受賞し、デュプレの作品はアメリカで人気があった。フランス芸術家協会が運営を引き継いだパリのサロンに亡くなるまで毎年出展し、1890年には展覧会の審査員も務めた。1889年のパリ万国博覧会の展覧会に出展し金メダルを受賞し、1892年にレジオンドヌール勲章（シュバリエ）を受勲した 。
パリで没した。

## 作品

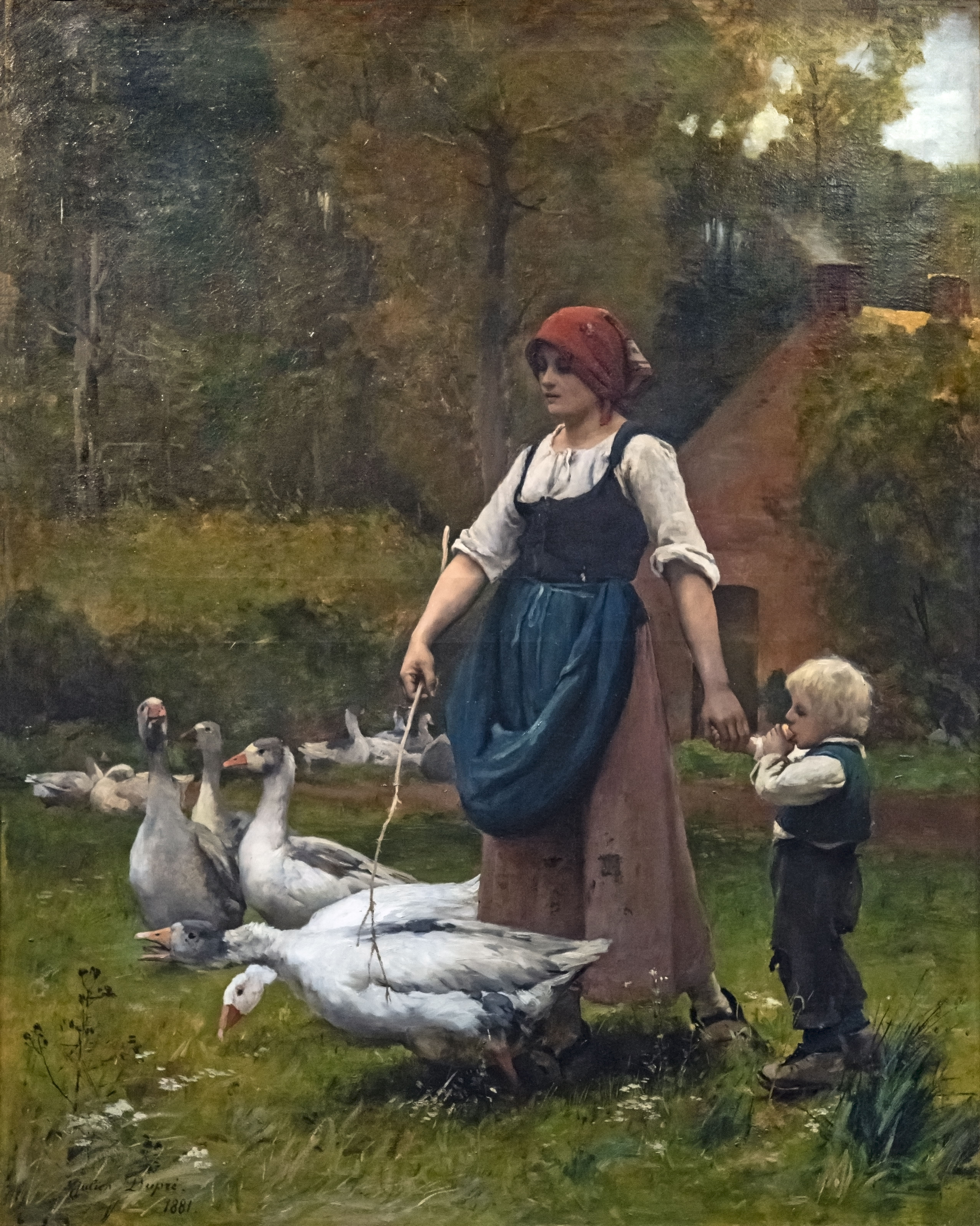
牧草地で カルカソンヌ美術館蔵
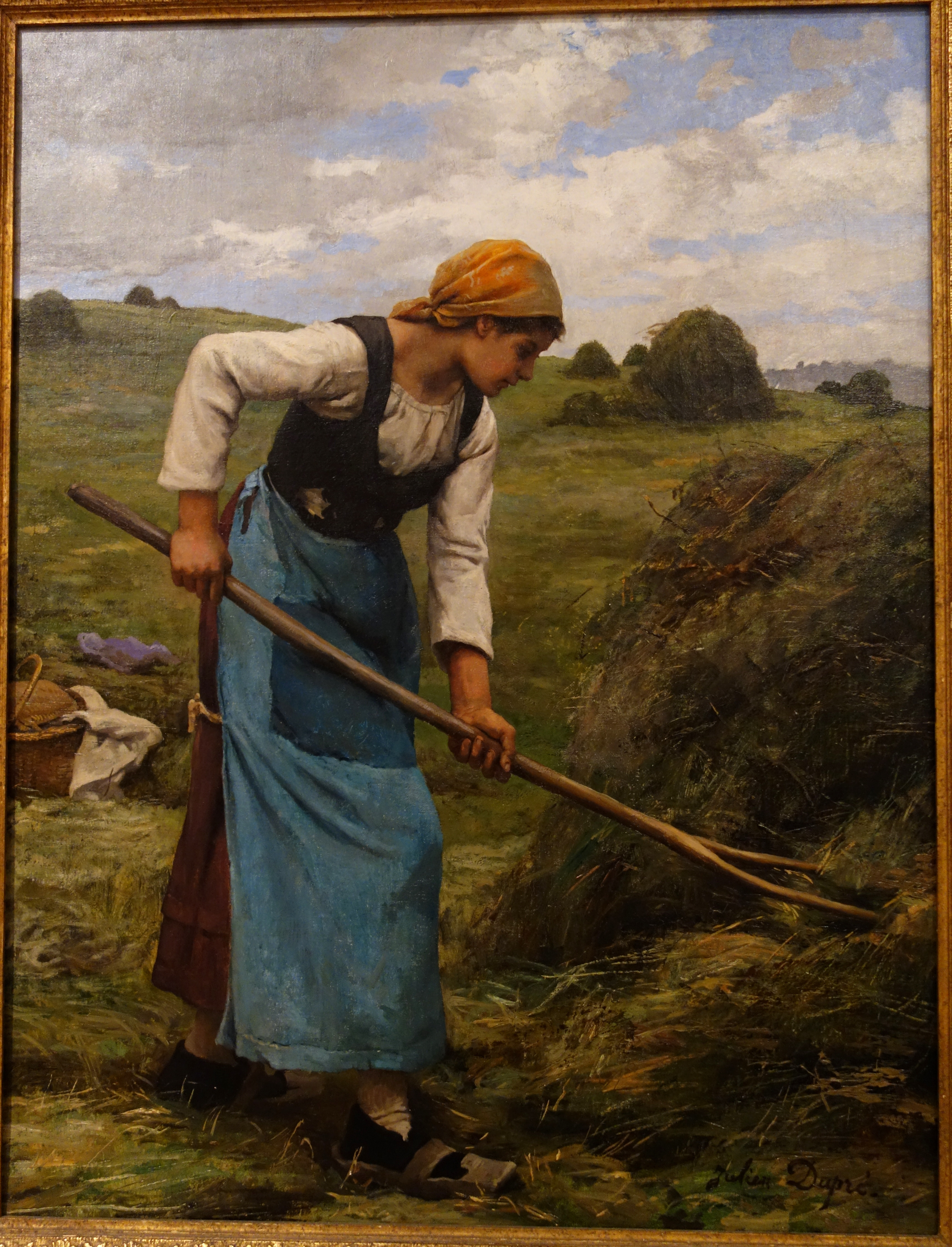
収穫(c.1880/1881) ハンティントン 美術館蔵
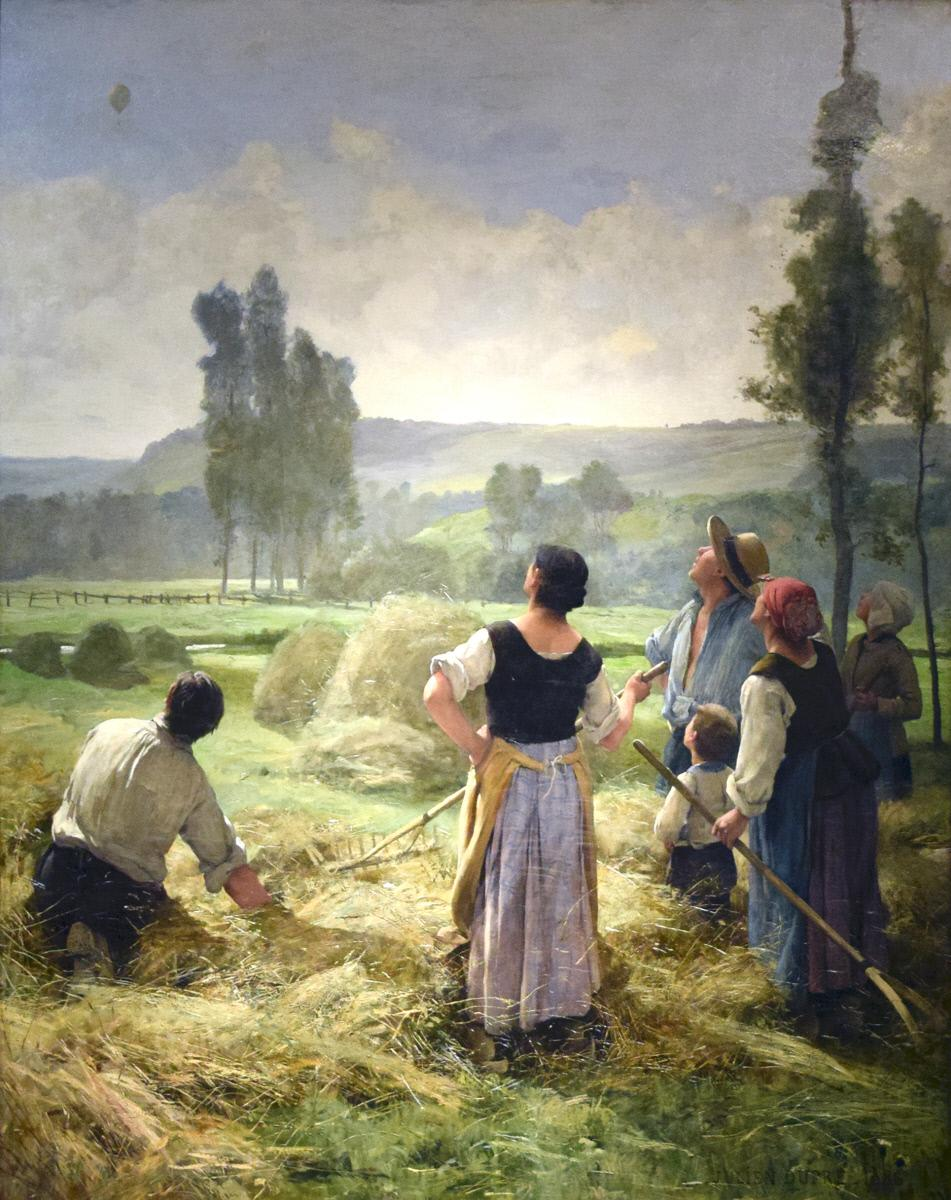
気球(1886) Reading Public Museum 蔵
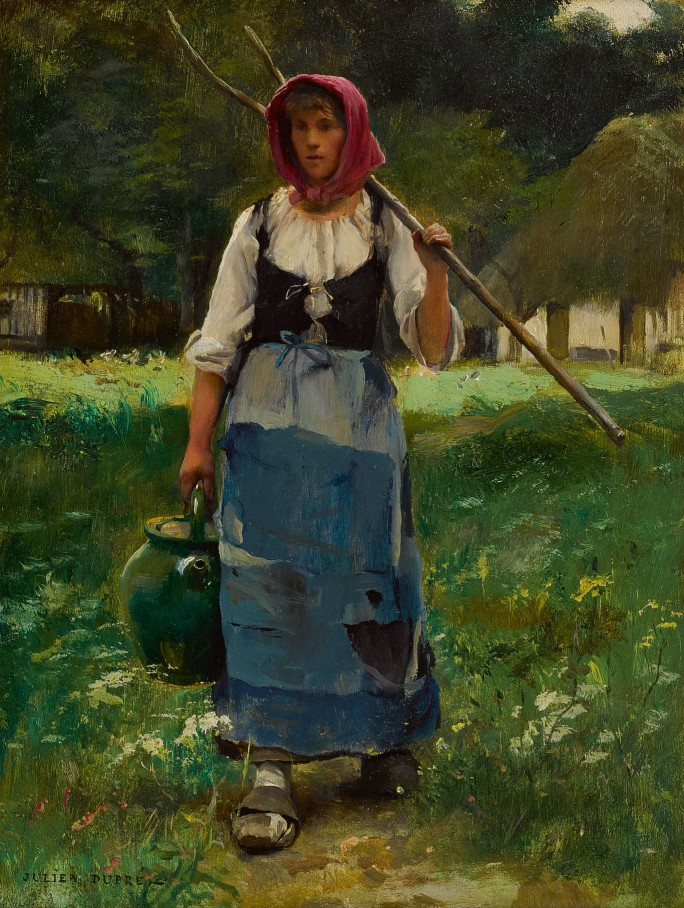
水運び

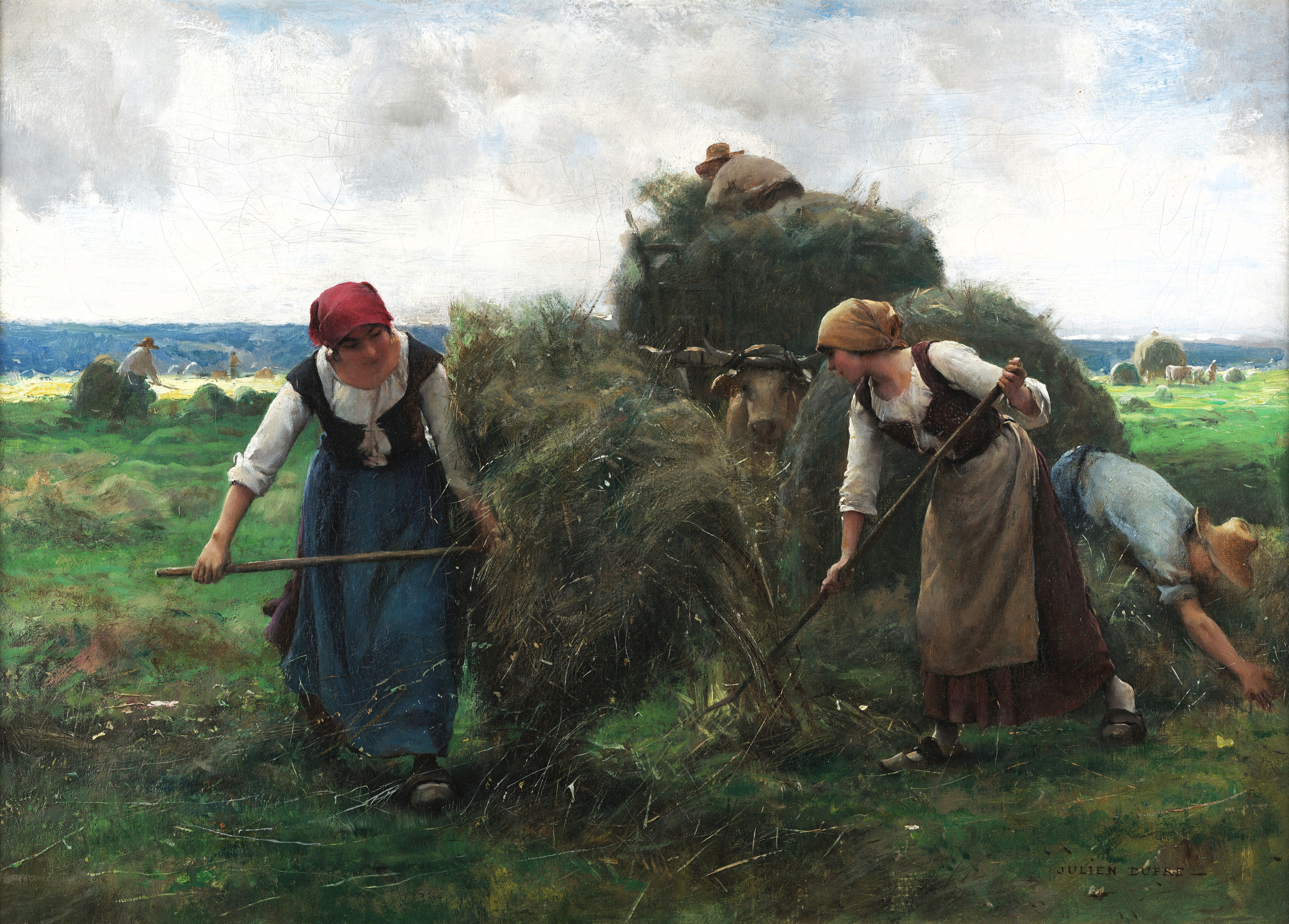
枯草積み (c.1880) Grohmann Museum 蔵
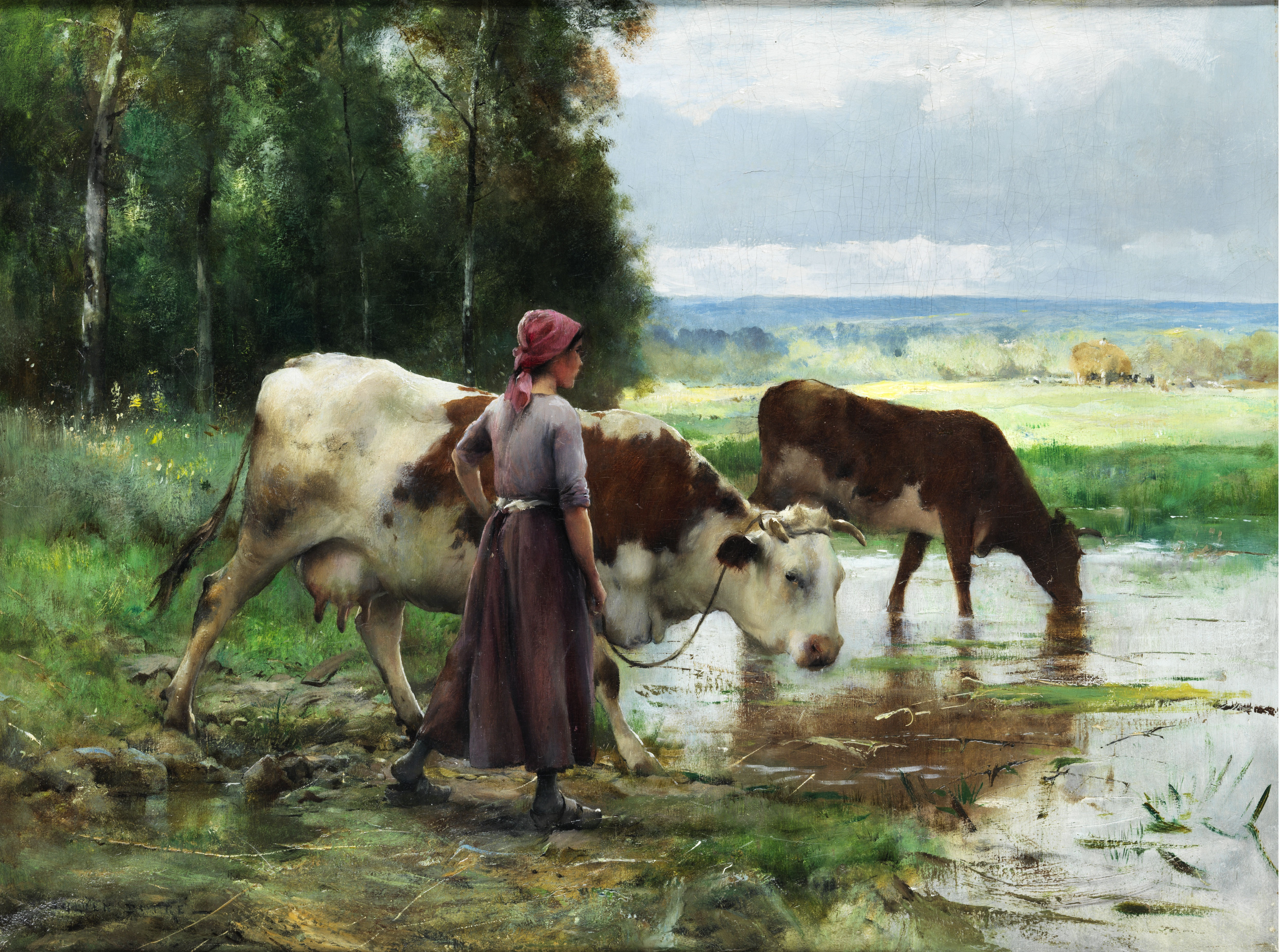
家畜に水を飲ませる女性
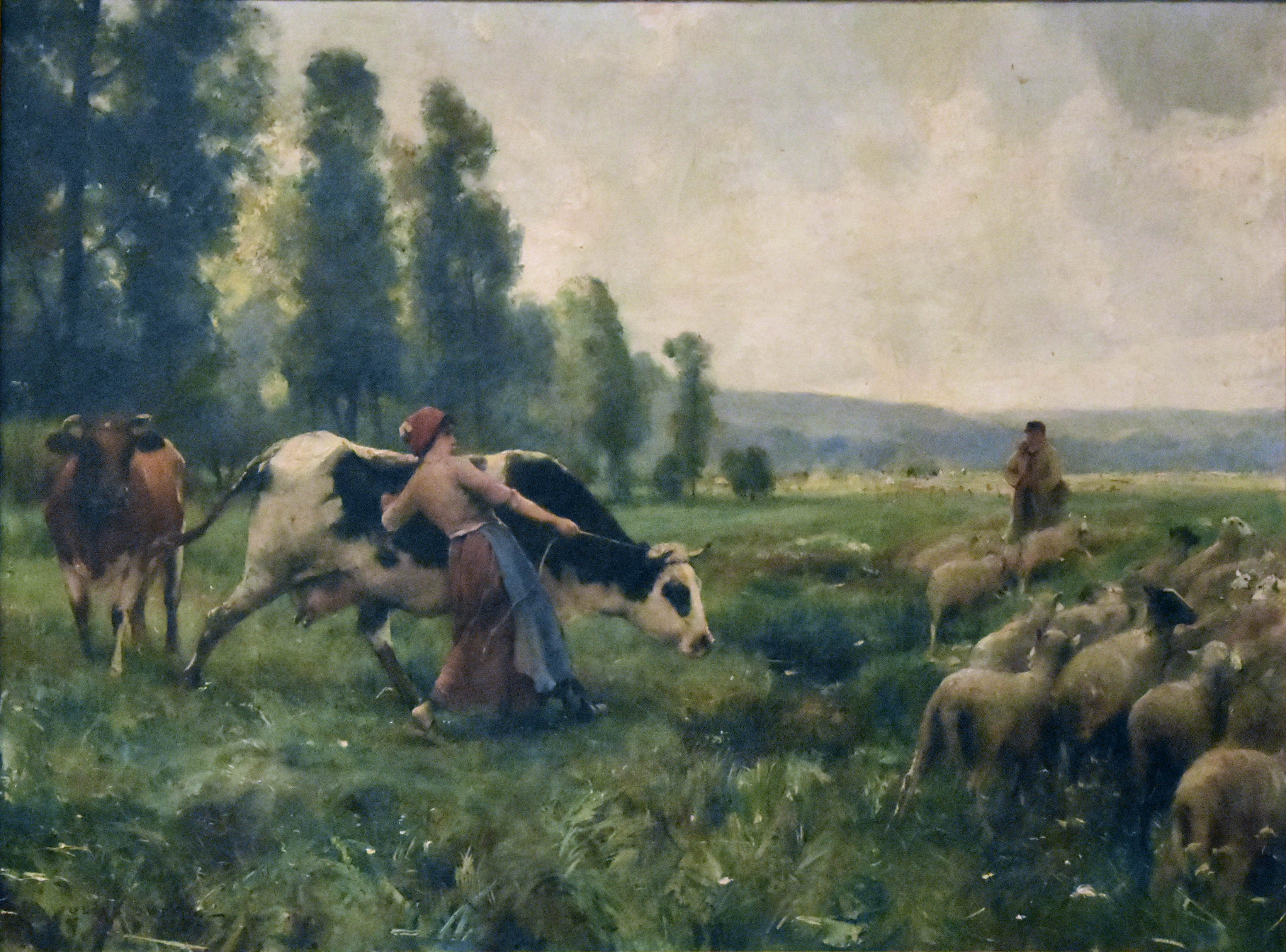
田舎の生活